# لیگ آزادگان ۰۳–۱۴۰۲
لیگ آزادگان ۰۳–۱۴۰۲ سی و سومین فصل لیگ آزادگان و بیست و سومین فصل است که از سال تأسیس آن (۱۳۷۰) به عنوان محل تیم‌های سقوط کننده لیگ برتر یا دومین سطح فوتبال ایران برگزار می‌شود.

## تیم‌های راه یافته
فصل با حضور ۱۳ تیم از لیگ آزادگان ۰۲–۱۴۰۱، دو تیم جدید سقوط کرده از لیگ برتر خلیج فارس ۰۲–۱۴۰۱ (مس کرمان و نفت مسجد سلیمان) و همچنین سه تیم جدید صعودی از لیگ دسته دوم فوتبال ایران(نفت و گاز گچساران، مس سونگون و داماش گیلان به ترتیب قهرمان، نایب قهرمان و سوم) شروع شد. همچنین شهر راز شیراز امتیاز آرمان گهر سیرجان را خرید و به عنوان تیم جدید در این دوره از لیگ شرکت میکند. و بافسخ قرارداد بین تیم های شاهین بندر عامری و خلیج فارس ماهشهر به دلیل عدم پرداخت تعهدات باشگاه ماهشهری به باشگاه بوشهری در هفته ۱۴ شاهین بندر عامری جایگزین خلیج فارس ماهشهر شد. باشگاه خوشه طلایی با انتقال مالکیت در اسفند۱۴۰۲ از شهر ساوه به شهر مشهد منتقل شد.
در فاصله یک هفته‌ مانده(هفته ۳۳) به اتمام این دوره لیگ خیبر خرم‌آباد با برتری مقابل آریو اسلامشهر قهرمان این دوره از مسابقات شد و مجوز حضور در لیگ برتر را دریافت کرد و همچنین شاهین بندر عامری و خوشه طلایی خوشه طلایی به لیگ دسته دو سقوط کردند.
| شمار | نام تیم           | شمار | نام تیم         |
| ---- | ----------------- | ---- | --------------- |
| ۱    | مس سونگون ورزقان  | ۲    | مس کرمان        |
| ۳    | مس شهر بابک       | ۴    | آریو اسلامشهر   |
| ۵    | پارس جنوبی جم     | ۶    | چادرملو اردکان  |
| ۷    | سایپا             | ۸    | نفت مسجدسلیمان  |
| ۹    | نفت و گاز گچساران | ۱۰   | شهر راز شیراز   |
| ۱۱   | داماش گیلان       | ۱۲   | خوشه طلایی      |
| ۱۳   | خیبر خرم‌آباد      | ۱۴   | دریای کاسپین    |
| ۱۵   | شهرداری آستارا    | ۱۶   | فجر سپاسی       |
| ۱۷   | شاهین بندر عامری  | ۱۸   | استقلال ملاثانی |

## پراکندگی جغرافیایی تیم‌ها
| تیم               | شهر             | ظرفیت  | ورزشگاه             |
| ----------------- | --------------- | ------ | ------------------- |
| سایپا تهران       | تهران           | ۸٬۲۵۰  | دستگردی تهران       |
| آریو اسلامشهر     | اسلامشهر        | ۷۰۰۰   | امام خمینی اسلامشهر |
| داماش گیلان       | رشت             | ۱۵٬۰۰۰ | عضدی رشت            |
| شهرداری آستارا    | آستارا          | ۵٬۰۰۰  | وحدت آستارا         |
| دریای بابل        | بابل            | ۸۰۰۰   | شهدای هفتم تیر بابل |
| صنعت مس سونگون    | ورزقان          | ۱۲۰۰۰  | بنیان دیزل تبریز    |
| خیبر خرم آباد     | خرم‌آباد         | ۱۵٬۰۰۰ | تختی خرم‌آباد        |
| خوشه طلایی        | مشهد            | ۲۸٬۰۰۰ | امام رضا            |
| فجر سپاسی شیراز   | شیراز           | ۵۰٬۰۰۰ | پارس شیراز          |
| شهر راز           | شیراز           | ۲۰۰۰۰  | حافظیه شیراز        |
| چادرملو اردکان    | اردکان          |        | آزادی اردکان        |
| صنعت مس کرمان     | کرمان           | ۳۰۰۰۰  | شهدای مس کرمان      |
| صنعت مس شهربابک   | شهربابک         | ۵۰۰۰   | شهدای شهربابک       |
| نفت مسجد سلیمان   | مسجد سلیمان     | ۸۰۰۰   | محمدی مسجدسلیمان    |
| استقلال ملاثانی   | ملاثانی         | ۱۵٬۰۰۰ | تختی اهواز          |
| شاهین بندر عامری  | شهرستان تنگستان | ۱۵٬۰۰۰ | شهید مهدوی          |
| پارس جنوبی جم     | بوشهر           | ۱۵٬۰۰۰ | تختی جم             |
| نفت و گاز گچساران | گچساران         | ۷۰۰۰   | شهدای نفت گچساران   |

### شمار تیم‌ها در هر استان
| استان                     | شمار تیم‌ها | تیم‌ها                             |
| ------------------------- | ---------- | --------------------------------- |
| استان خوزستان             | ۲          | نفت مسجد سلیمان، استقلال ملاثانی، |
| استان گیلان               | ۲          | شهرداری آستارا، داماش گیلان       |
| استان فارس                | ۲          | فجر سپاسی ، شهر راز               |
| استان کرمان               | ۲          | مس شهربابک،صنعت مس کرمان          |
| استان بوشهر               | ۲          | پارس جنوبی جم،شاهین بندر عامری    |
| استان تهران               | ۲          | سایپا،آریو اسلامشهر               |
| استان خراسان رضوی         | ۱          | خوشه طلایی                        |
| استان لرستان              | ۱          | خیبر خرم‌آباد                      |
| استان آذربایجان شرقی      | ۱          | مس سونگون ورزقان                  |
| استان مازندران            | ۱          | دریای بابل                        |
| استان کهگیلویه و بویراحمد | ۱          | نفت و گاز گچساران                 |
| استان یزد                 | ۱          | چادرملو اردکان                    |

## جدول مسابقات
| رتبه | تیم              | بازی | برد | مساوی | باخت | گل زده | گل خورده | گل تفاضل | امتیاز | صعود یا سقوط                          |
| ---- | ---------------- | ---- | --- | ----- | ---- | ------ | -------- | -------- | ------ | ------------------------------------- |
| ۱    | خیبر خرم‌آباد     | ۳۴   | ۲۵  | ۲     | ۷    | ۵۹     | ۲۵       | ۳۴+      | ۷۷     | صعود به لیگ برتر فوتبال ایران ۰۴–۱۴۰۳ |
| ۲    | چادرملو          | ۳۴   | ۲۲  | ۷     | ۵    | ۴۷     | ۲۰       | ۲۷+      | ۷۳     | صعود به لیگ برتر فوتبال ایران ۰۴–۱۴۰۳ |
| ۳    | فجر سپاسی        | ۳۴   | ۲۲  | ۷     | ۵    | ۵۰     | ۱۷       | ۳۳+      | ۷۳     |                                       |
| ۴    | نفت مسجد‌سلیمان   | ۳۴   | ۱۶  | ۱۳    | ۵    | ۴۷     | ۲۹       | ۱۸+      | ۵۸     |                                       |
| ۵    | سایپا تهران      | ۳۴   | ۱۳  | ۱۱    | ۱۰   | ۳۵     | ۲۸       | ۷+       | ۵۰     |                                       |
| ۶    | مس کرمان         | ۳۴   | ۱۱  | ۱۵    | ۸    | ۲۸     | ۲۴       | ۴+       | ۴۸     |                                       |
| ۷    | آریو اسلامشهر    | ۳۴   | ۱۱  | ۱۳    | ۱۰   | ۲۸     | ۲۸       | ۰        | ۴۶     |                                       |
| ۸    | مس شهربابک       | ۳۴   | ۱۱  | ۱۱    | ۱۲   | ۳۲     | ۲۶       | ۶+       | ۴۴     |                                       |
| ۹    | نفت گچساران      | ۳۴   | ۱۰  | ۱۳    | ۱۱   | ۳۵     | ۲۶       | ۹+       | ۴۳     |                                       |
| ۱۰   | مس سونگون        | ۳۴   | ۱۱  | ۱۰    | ۱۳   | ۲۷     | ۳۴       | ۷−       | ۴۳     |                                       |
| ۱۱   | پارس جنوبی جم    | ۳۴   | ۱۱  | ۱۰    | ۱۳   | ۳۳     | ۴۲       | ۹−       | ۴۳     |                                       |
| ۱۲   | استقلال ملاثانی  | ۳۴   | ۱۰  | ۱۳    | ۱۱   | ۲۶     | ۳۳       | ۷−       | ۳۸     |                                       |
| ۱۳   | شهر‌ راز          | ۳۴   | ۸   | ۱۲    | ۱۴   | ۲۵     | ۳۴       | ۹−       | ۳۶     |                                       |
| ۱۴   | شهرداری آستارا   | ۳۴   | ۹   | ۶     | ۱۹   | ۲۲     | ۴۴       | ۲۲−      | ۳۳     |                                       |
| ۱۵   | داماش گیلان      | ۳۴   | ۷   | ۱۱    | ۱۶   | ۳۲     | ۴۵       | ۱۳−      | ۳۲     |                                       |
| ۱۶   | دریای کاسپین     | ۳۴   | ۶   | ۱۳    | ۱۵   | ۳۰     | ۴۱       | ۱۱−      | ۳۱     | سقوط به لیگ دست دو                    |
| ۱۷   | شاهین بندر عامری | ۳۴   | ۶   | ۹     | ۱۹   | ۲۱     | ۵۱       | ۳۰−      | ۲۷     | سقوط به لیگ دست دو                    |
| ۱۸   | خوشه طلایی       | ۳۴   | ۶   | ۶     | ۲۲   | ۱۷     | ۴۷       | ۳۰−      | ۲۴     | سقوط به لیگ دست دو                    |

1. ↑  باشگاه چادر ملو به دلیل  برد در دو بازی رودر بالاتر از فجر سپاسی قرارگرفت.
2. ↑  باشگاه چادر ملو به دلیل  برد در دو بازی رودر بالاتر از فجر سپاسی قرارگرفت.
3. ↑  کمیته انظباطی سه امتیاز از نفت مسجدسلیمان  کسر کرده است.[۷]
4. ↑  کمیته انظباطی پنج امتیاز از استقلال ملاثانی کسر کرده است.[۸]

## کسر امتیاز

### استقلال ملاثانی
کمیته انضباطی در ابتدای فصل باشگاه استقلال ملاثانی را به دلیل دلیل عدم حضور در بازی فصل قبل برابر مس شهر بابک به کسر سه امتیاز و پرداخت ۲۰۰میلیون تومان جریمه محکوم کرد . درادامه فصل نیز با شکایت محمدامین سعیداوی و مهران مستاجران، بابت عدم پرداخت مطالبات یکبار دیگر کمیته انضباطی از این باشگاه ۲امتیاز کسر کرد تا با حکم این کمیته  پنج امتیاز از این تیم در فصل جاری کسر شود.

### خوشه طلایی
کمیته انضباطی به دلیل عدم پرداخت مطالبات یداله صادقی و رسول رضایی و رسول ناصربخت رای به کسر دو امتیاز از این باشگاه داد. اما در ادامه این باشگاه پس از جلب رضایت از شاکی‌ها و ارائه مدارک در کمیته استیناف این کمیته به بازگشت امتیازات این تیم رای داد.

### شهرداری آستارا
کمیته انضباطی به دلیل عدم پرداخت مطالبات علی پورمحمد و بهزاد سلطانی به کسر دو امتیاز محکوم کرد. اما این باشگاه نیز در ادامه موفق شد با پرداخت مطالبات و ارائه رضایت نامه پرونده به کمیته استیناف همانند باشگاه خوشه طلایی امتیاز از دست رفته خود را پس بگیرد.

### نفت مسجد سلیمان
کمیته انضباطی به دلیل عدم پرداخت مطالبات محمد بلبی و طه شریعتی و غلامرضا دلگرم سه امتیاز کسر کرد است.

## جستار وابسته
- لیگ برتر فوتبال ایران ۰۳–۱۴۰۲
- لیگ آزادگان
- جام حذفی
- جام حذفی فوتبال ایران ۰۳–۱۴۰۲

## یادداشت
1. ↑  این باشگاه در اسفند ماه ۱۴۰۲ از شهر ساوه به مشهد منتقل شد.[۵]
2. ↑  این باشگاه تا هفته ۱۴با نام خلیج فارس ماهشهر در این لیگ فعالیت میکرد